# Temeskovácsi
Temeskovácsi (románul Covaci, németül Kowatschi) település Romániában, Temes megyében.

## Fekvése
10 km-re északra van Temesvártól, a Béga folyó bal partján.

## Lakossága
1843-ban alapították német telepesek. 1910-ben 948 lakosából 913 német, 29 román, 6 magyar volt. A második világháború után német lakossága nagy részét kitelepítették, helyükre románok érkeztek.
2002-ben 751 lakosából 682 román, 19 magyar, 19 német, 11 cigány, 10 ukrán volt.